# IC 946
IC 946 ist eine Spiralgalaxie vom Hubble-Typ Sa im Sternbild Bärenhüter am Nordsternhimmel. Sie ist schätzungsweise 306 Millionen Lichtjahre von der Milchstraße entfernt.
Das Objekt wurde am 7. April 1888 von dem Astronomen Lewis Swift entdeckt.